# Konjuva
Konjuva (izvirno srbsko Коњува) je naselje v Srbiji, ki upravno spada pod Občino Kuršumlija; slednja pa je del Topliškega upravnega okraja.

## Demografija
V naselju živi 163 polnoletnih prebivalcev, pri čemer je njihova povprečna starost 58,2 let (54,5 pri moških in 62,7 pri ženskah). Naselje ima 86 gospodinjstev, pri čemer je povprečno število članov na gospodinjstvo 1,97.
To naselje je, glede na rezultate popisa iz leta 2002, večinoma srbsko, a v času zadnjih treh popisov je opazno zmanjšanje števila prebivalcev.
|  |

| Demografija | Demografija     | Demografija     |
| Leto        | Št. prebivalcev | Št. prebivalcev |
| ----------- | --------------- | --------------- |
|             |                 |                 |
|             |                 |                 |
|             |                 |                 |
|             |                 |                 |
| 1948        | 709             |                 |
| 1953        | 933             |                 |
| 1961        | 787             |                 |
| 1971        | 551             |                 |
| 1981        | 355             |                 |
| 1991        | 226             | 226             |
| 2002        | 169             | 169             |
|             |                 |                 |

| Etnična sestava po popisu iz leta 2002 | Etnična sestava po popisu iz leta 2002 | Etnična sestava po popisu iz leta 2002 | Etnična sestava po popisu iz leta 2002 | Etnična sestava po popisu iz leta 2002 |
| -------------------------------------- | -------------------------------------- | -------------------------------------- | -------------------------------------- | -------------------------------------- |
| Srbi                                   | Srbi                                   |                                        | 168                                    | 99,40%                                 |
| Neznano                                | Neznano                                |                                        | 1                                      | 0,59%                                  |